# (1425) Tuorla
(1425) Tuorla ist ein Asteroid des Hauptgürtels, der am 3. April 1937 von Kustaa Adolf Inkeri in Turku entdeckt wurde. 
Der Asteroid ist nach dem finnischen Tuorla-Observatorium, dem damaligen Forschungsinstitut für Astronomie und Optik, benannt. 